# (8053) Kleist
(8053) Kleist (4082 P-L) – planetoida z pasa głównego asteroid okrążająca Słońce w ciągu 3,68 lat w średniej odległości 2,38 au. Odkryta 25 września 1960 roku.